# Science-Fiction-Jahr 1933
Übersicht

◄◄ | ◄ | 1929 | 1930 | 1931 | 1932 | Science-Fiction-Jahr 1933 | 1934 | 1935 | 1936 | 1937 | ► | ►►

Weitere Ereignisse

## Neuerscheinungen Literatur
| Deutscher Titel             | Deutschsprachiges Erscheinungsjahr | Originaltitel               | Autor        | Anmerkungen                                   |
| --------------------------- | ---------------------------------- | --------------------------- | ------------ | --------------------------------------------- |
| Der verlorene Horizont      | 1939                               | Lost Horizon                | James Hilton |                                               |
| The Shape of Things to Come |                                    | The Shape of Things to Come | H. G. Wells  | 1936 unter dem Titel Was kommen wird verfilmt |
| Shambleau                   | 1978                               | Shambleau                   | C. L. Moore  |                                               |

## Neuerscheinungen Filme
| Deutscher Titel                       | Deutschsprachiges Erscheinungsjahr | Originaltitel          | Regie                                   | Anmerkungen                                             |
| ------------------------------------- | ---------------------------------- | ---------------------- | --------------------------------------- | ------------------------------------------------------- |
| Der Tunnel                            | –                                  | –                      | Kurt Bernhardt                          |                                                         |
| Der Unsichtbare                       | 1950                               | The Invisible Man      | James Whale                             | nach dem gleichnamigen Roman von H. G. Wells            |
| Ein Unsichtbarer geht durch die Stadt | 1933                               | –                      | Harry Piel                              |                                                         |
| King Kong und die weiße Frau          | 1933                               | King Kong              | Merian C. Cooper & Ernest B. Schoedsack | es wurde das erste Mal die Miniaturprojektion angewandt |
| King Kongs Sohn                       | 1993                               | The Son of Kong        | Ernest B. Schoedsack                    |                                                         |
|                                       |                                    | It's Great to Be Alive | Alfred L. Werker                        |                                                         |
|                                       |                                    | Men Must Fight         | Edgar Selwyn                            |                                                         |
|                                       |                                    | Stratos-Fear           | Ub Iwerks                               |                                                         |

## Neuerscheinungen Zeitschriften/Fanzines/Magazine
- Technika – molodjoschi, erscheint bis dato

## Neuerscheinungen Heftserien
- Doc Savage, The Man of Bronze
- Jan Mayen

## Geboren
- Dmitri Bilenkin († 1987)
- Reinmar Cunis († 1989)
- Alain Dorémieux († 1998)
- Dave Duncan († 2018)
- Rainer Erler († 2023)
- Michael Frayn
- Klaus Frühauf († 2005)
- Ron Goulart († 2022)
- Laurence M. Janifer († 2002)
- Johanna von Koczian († 2024)
- Jerry Pournelle († 2017)
- Jesco von Puttkamer († 2012)
- Theodore Roszak († 2011)
- Wladimir Sawtschenko († 2005)
- Robert Shea († 1994)
- Bill Starr
- Boris Strugazki († 2012)
- Douglas Terman († 1999)
- Günter Teske
- Gerald M. Weinberg († 2018)

## Gestorben
- Leo Gilbert (1861–1932)
- Artur Landsberger (* 1876)
- Victor Méric (* 1848, Sozialutopist)
- Berthold Otto (* 1859)
- Wilhelm Poeck (* 1866)
- Florian Wengenmayr (* 1863)